# سارا حیدر
سارا حیدر یک نویسندهٔ پاکستانی-امریکایی و نیز فعال سیاسی است. او گروه حامیان مسلمانان سابق آمریکای شمالی (EXMNA) را ایجاد کرده که به‌دنبال عادی سازی اختلاف عقیده بوده و کمک کردن به مسلمانان پیشین تا بتوانند با وصل شدن به شبکه حمایت، مذهب را رها کنند. او یکی از بنیانگذاران و راهبر توسعه EXMNA هست.

## زندگی‌نامه
سارا حیدر در کراچی پاکستان و در خانواده‌ای مسلمان شیعه، متولد شد.زمانی که او ۷ سال سن داشت، خانواده اش به ایالات متحده مهاجرت کردند و او در هیوستن تگزاس بزرگ شد. در کودکی او یک مسلمان مؤمن بود. در مصاحبه‌ای در سال ۲۰۱۷ با وبلاگ Gene Expression (توصیف ژن)، او از نماز گزاردنش سخن گفت:
لباس پوشیدنم عفیفانه بود تا توجه‌ها را از بدنم دور کند و برای گیج کردن پدر و مادرم تصمیم گرفتم برای مدت کوتاهی حجاب بر سرم کنم. از هرگونه مواد مخدر و رابطه‌های جنسی دوری می‌کردم و مطیع هر محدودیت رژیمی بودم و به هر میزانی که می‌توانستم نماز می‌خواندم.
او در ۱۶ سالگی، خداناباور شد. او معتقد است که پدری نسبتاً آزاداندیش دارد که شاید نمی‌گذاشت شلوارک بپوشد یا دوست‌پسر داشته باشد؛ ولی می‌گذاشت که او هر کتابی، حتی کتاب‌های نقد اسلام را که مایل بود بخواند و نیز اجازه می‌داد که از خانه دور شود و به دانشکده برود. ماجرای او در پرسشگری از دین، زمانی شروع شد که دوستان آتئیستش در دبیرستان با او بحث کردند. یکی از دوستانش آیه‌هایی را «وحشتناک» می‌نامید از قرآن، پرینت می‌کرد و بدون هیچ شرحی به او می‌داد. او سعی می‌کرد تا اثبات کند که دوستان خداناباورش اشتباه می‌کنند و به همین دلیل، شروع کرد به خواندن قرآن تا شأن نزول آن آیه‌ها را درک کند؛ با این حال، او گفت که برخی مواقع، حتی شأن نزول آیات از خود آیات، بدتر بود. او کم‌کم یک خداناباور شد.
پدر او نیز هم‌زمان با او، خداناباور شد. حیدر، سیر آتئیست شدن با پدرش را در «رالی عقل» در سال ۲۰۱۶ به‌عنوان یک سری بلند از مباحثات به طول یک دهه، توضیح داده‌است؛ با این حال، پیش از این بود که پدرش گروه‌هایی فیس‌بوکی از آتئیست‌های پاکستانی دیگر و هم‌سن خود  پیدا کند، به‌طوری‌که از خروج از اسلام، احساس راحتی می‌کرد. سارا اکنون به مسلمانان پیشین (خارج‌شدگان از اسلام) مشاوره می‌دهد تا برای خانواده خود، راه‌هایی سکولار پیدا کنند تا راحت‌تر از دین، خارج شوند.
پس از تمام کردن درس در دانشکده، او به واشینگتن رفت و وارد گروه‌های غیرانتفاعی و گروه‌های حمایتی اجتماعی شد. این مشارکت به او الهام بخشید تا گروه حمایتی غیرانتفاعی خود را کمی بعد راه‌اندازی کند. او همچنان در واشینگتن زندگی می‌کند.

## فعالیت
در سال ۲۰۱۳، سارا حیدر و محمد سید، گروه مسلمانان سابق آمریکای شمالی (EXMNA) را بنیان‌گذاری کردند؛ یک گروه حمایتی و نیز جامعه‌ای آنلاین که هدفش عادی‌سازی اختلاف عقیده، و کمک به ایجاد گروه‌های حمایتی برای آنانی است که اسلام را ترک کرده‌اند. این سازمان ابتدا تنها در واشینگتن پایه‌گذاری شد، و سپس تورنتو، ولی اینک در ۲۵ محل از ایالات متحده و کانادا فعال می‌باشد.
EXMNA معتقد است که گروهای مسلمانان اغلب از کسانی که متهم به ارتداد هستند و خانواده‌هایشان دوری می‌کنند، و ترس از طرد شدن از جامعه و خشونتی که آن را برای خارج‌شدگان از اسلام خطرناک می‌سازد در صورتی که به‌عنوان آدم نامعتقد نمایان بشوند. به این دلیل است که EXMNA معتقد است که اهمیت بسیاری دارد تا اختلاف عقاید در جوامع مذهبی عادی سازی شود و دلیلی است که آنها شبکه ای از پشتیبانی اجتماعی ایجاد کرده‌اند برای آنهایی که تصمیم به خروج از اسلام گرفته‌اند. «مرتدهای اسلام با درجه ای از خطر زندگی می‌کنند که هر وجهی از زندگی را تحت تأثیر قرار می‌دهد». EXMNA یک پروسهٔ غربال کردن طولانی دارد تا از امنیت اعضای EXMNA اطمینان حاصل شود.
در سال ۲۰۱۵، سارا سخنرانی‌ای کرد بنام «اسلام و ضرورت نقد آزاد» در ۷۴مین کنفرانس سالانه American Humanist Association (اتحاد انسان گرایان آمریکایی) در دنور، کلرادو، که از زمان آپلود در یوتوب، به گستردگی نمایش داده شده‌است. در طی یک مصاحبه با دیو روبین، سارا هیجانش را توصیف کرد با بیان: «مثل این بود که تمام زندگی من منتهی می‌شد به آن سخنرانی». با این حال، او گفت که موقع ارائه سخنرانی مضطرب بوده، و معتقد بود که اسلام و اختلاف عقیده موضوعی حساس می‌باشد، ولی خوشحال بود که سخنرانی به‌خوبی با استقبال روبرو شده‌است. حیدر، یک آزاداندیش خود ساخته، از رفتار خصمانهٔ آزاد اندیشانِ دیگر دلگیر است. او می‌گوید زنانی که اسلام را ترک می‌گویند، معمولاً با محرومیت از حقوق اجتماعی، مضروب شدن، رسوا شدن، و تهدیداتی از خانواده خود یا گروه‌ها روبرو می‌شوند، یا مجبور می‌شوند به کشورهای اصلی خود برگردند تا از تأثیرات غربی رهایی داده شده و ازدواج اجباری کنند. او احساس می‌کند که چپ‌گراها از او دوری می‌کنند، او را اسلام‌هراس نامیده و نقد کردن اسلام را برابر با نژادپرستی می‌دانند. این موقعیت آتئیست‌های خارج شده از اسلام را پرمخاطره می‌کند، زیرا به گفتهٔ حیدر، «جناح راست سیاسی دوست ما نیست. ما هم‌پیمانانی در راستگرایی (مذهبی) نیز نداریم» بخاطر بیخدا بودن مان.
در سال ۲۰۱۷، حیدر تصمیم گرفت تا EXMNA را به یک گردش در اطراف ایالات متحده و کانادا ببرد تا در حیاط دانشگاه‌ها در طول سال تحصیلی ۲۰۱۷–۲۰۱۸ سخنرانی کند. EXMNA دربارهٔ انواعی از موضوعات که بر زندگی مسلمانان و خارج شدگان از اسلام تأثیر دارد سخن خواهد گفت.